# Будвайзер Будвар
Будвайзер Будвар (на английски: Budweiser Budvar, на чешки: Budějovický Budvar) е название на известна чешка пивоварна и на нейна търговска марка бира. Пивоварната се намира в южна Бохемия, в град Ческе Будейовице (на немски: Budweis), където традицията на пивоварството съществува от XIII век. Оттогава местната бира е известна с използваното от немското население на града название „Будвайзер“ (т.е. „от Будвайс“). Правото на интелектуална собственост върху името „Будвайзер“ е обект на дългогодишни съдебни спорове между компанията „Будвайзер Будвар“ и американската пивоварна „Анхойзер–Буш“. В някои страни чешката пивоварна няма право на това наименование и нейната бира се продава под името „Чехвар“ (Czechvar).
Бирата „Будвайзер Будвар“ е светъл лагер с фин аромат и балансиран вкус, произвежда се по традиционна технология.

## Пивоварна „Будвайзер Будвар“
Националната корпорация „Будвайзер Будвар“ е държавно акционерно дружество. Намира се в град Ческе Будейовице, известен със своята многовековна традиция на пивоварство.

### История на пивоварството в Ческе Будейовице
Историята на пивоварната индустрия в Ческе Будейовице започва от 1265 г., когато чешкият крал Пршемисъл Отокар II основава града и му предоставя значителни привилегии, включително правото да вари бира. Немското население нарича града Будвайс и произвежданата в града бира става известна с немското название Budweiser Bier. Преведено от немски това название означава „бира от Будейовице“. През 1351 г. кралят на Бохемия Карл IV въвежда закон, според който чуждите кръчми могат да се намират около града на разстояние не по-малко от 10 км. Действието на този закон се разширява през 1410 г. от Вацлав IV и в близост до града се забранява всяка свързана с пивоварство дейност. Предпочитаната от владетелите на Бохемия бира „Будвайзер“ се прочува като „Бира на кралете“. През 1464 г. жителите на Будейовице, в съответствие с закона, закриват в околностите на града всички чужди пивоварни, производствата на малц и кръчмите.

#### Основаване на Градска пивоварна
През 1495 г. градската управа в Ческе Будейовице построява бирена фабрика. Кметството на града сключва с местните производители на бира споразумение, според което фабриката произвежда само пшеничена бира, но не и ечемичена. През XVIII век варенето на бирата по домовете се прекратява, а майсторите на града получават достъп до управлението на пивоварната. Около средата на XIX век в предградието на Ческе Будейовице се построява нова бирария. Тя става известна с името Das Bürgerliche Brauhaus in Budweis (Градска пивоварна в Будейовице).

#### Основаване на Чешка акционерна пивоварна
Чешка акционерна пивоварна (Czech Joint-Stock Brewery) е основана в Ческе Будейовице в края на XIX век. По това време Чехия е все още част от Австро-Унгария. Ческе Будейовице е град с разнородно население – около 11 хиляди германци и над 16 хиляди чехи. Градът е известен с немското име „Будвайс“, местната бира се нарича „Будвайзер“. Нейното качество ѝ осигурява добра репутация и тя се изнася извън страната.
Събитията, които водят до възникване на новата пивоварна, са свързани с напрежение между немските и чешките граждани на Будвайс. Чешките пивовари са недоволни от ситуацията, при която германците доминират в градската пивоварна. В отговор на техните протести немската управа на бирарията предлага чехите да основат собствено предприятие. Първият опит за създаване на чешка пивоварна в Будейовице е предприет през 1891 г., но той е неуспешен. Действията в тази насока се възобновяват в края на 1893 г. Първото събрание на създаденото акционерно дружество се свиква на 21 януари 1894 г. До края на 1984 г. се изграждат основните помещения на пивоварната и една административна сграда. Чешка акционерна пивоварна представя своята първа бира „Будвайзер“ на 7 октомври 1895 г. С разширяването на търговската дейност на пивоварната името „Будвайзер“ се превръща в нейна запазена марка.
През 1930 г. пивоварната регистрира търговската марка „Будвар“ (Budvar) за предназначената за износ светла лагер бира. Международният успех на тази търговска марка и нейното признание става причина към името на пивоварната да се добави думата „Будвар“. От 1936 г. тя се нарича Budvar Czech Joint-Stock Brewery, České Budějovice (Чешка акционерна пивоварна „Будвар“, Ческе Будейовице).

#### Основаване на национална корпорация „Будвайзер Будвар“
Националната пивоварна е основана през 1967 г. като наследник на бившите акционерна пивоварна и градска пивоварна. Официалното чешко наименование на компанията е „Будейовички Будвар“ (Budějovický Budvar), Тя поема защитените търговски марки на своите предшественици.

### Производство и маркетинг
„Будвайзер Будвар“ е един от най-големите производители на бира в Чехия със значителен износ в чужбина. През 2015 г. компанията е на четвърто място по производство и второ по изнесения обем на своите марки. Продукцията на пивоварната печели множество международни награди за качество, вкус и стриктното придържане към традиционните методи на пивоварство.
Производствената листа на корпорацията съдържа няколко вида бира, които се различават по алкохолно съдържание, степен на горчивост и цвят. Списъкът включва светъл лагер, тъмна бира и безалкохолна бира. Флагманският продукт на пивоварната, Budweiser Budvar Premium Lager, принадлежи към най-известните чешки продукти по целия свят. Пивоварната експортира в над 50 държави. Количествата бира, които произвежда, са над милион хектолитра годишно. От 2018 г. има нова ферментационна зала, където са инсталирани два резервоара с обем 2100 хектолитра.
Маркетинговата стратегия на „Будвайзер Будвар“ се фокусира върху историята и традициите, като се подчертават уникалността, автентичността и качеството на продуктите. Пивоварната предлага обиколки, където посетителите могат да видят отблизо процеса на производството. За популяризирането на своите марки тя използва сътрудничество с известни личности и социалните мрежи. През 2024 г. пивоварната провежда маркетингова кампания с цел разграничаване от американската бира „Будвайзер“ на „Анхойзер-Буш“.

### Съдебни спорове
Съдебните спорове са за правата върху наименованието „Будвайзер“. Те започват от първото десетилетие на ХХ век, когато през 1907 г. Анхойзер-Буш регистрира своята бира под името „Будвайзер“. Това предизвиква протест от страна на Чешка акционерна пивоварна, която изнася своята бира от 1906 г. Основният аргумент на чешката страна е свързан с географския произход – твърдението ѝ е, че като наследник на 750-годишната пивоварна традиция в град Будвайс, именно тя има правото да използва името „Будвайзер“. Американският аргумент е на базата на хронологията – пивоварната „Анхойзер-Буш“ е основана през 1876 г., 19 години по-рано от Чешка акционерна пивоварна, следователно нейната бира е оригиналната.
Първото съдебно споразумение за търговската марка се постига през 1911 г. Според него чешката пивоварна получава обезщетение срещу признаване на американската регистрация, като същевременно си запазва правото да използва при своите продукти названието „Будвайзер“ и прилагателното „оригинален“ по целия свят.
Според споразумение от 1939 г. между „Будвайзер Будвар“ и „Анхойзер-Буш“, пивоварната не може да продава бирата си под търговските марки „Будвайзер-Будвар“ или „Будейовицки Будвар“, както и да споменава тези търговски марки във връзка с продукта в страните от Американския континент и Азиатско-тихоокеанския регион.
Съдебните спорове продължават и през XXI век. По настоящем чешката пивоварна има право да използва наименованието „Будвайзер“ в своите продукти на територията на целия Европейски Съюз. В САЩ, Канада и редица други страни нейната бира се продава с името „Чехвар“ (Czechvar).

#### Защитени марки
Търговските марки на пивоварната „Будвайзер Будвар“ притежават статут на защитено географско указание (ЗГУ, PGI). Решение, с което Европейската комисия предоставя на Будвайзер Будвар правото да използва географските указания Budějovické pivo и Českobudějovické pivo влиза в сила на 1 май 2004 г. Budějovické pivo се предлага в няколко разновидности:Budweiser Budvar Pale Lager, Budejovický Budvar Pale Draught Beer, Bud Super Strong Special Beer, Budweiser Budvar Non-Alcoholic Beer, Budweiser Budvar Dark Lager, Budweiser Budvar Ring Lager.
Ceskobudejovické Pivo се предлага в пет вида: Pale Lager Beer, Krausened Pale Lager Beer, Pale Draught Beer, Special Beer, Nonalcoholic Beer. Специфичните характеристики на тази бира се определят преди всичко от водата от местния източник и основните суровини, собствения щам на пивоварната мая, геометрията на технологичните съдове и продължителността на основните технологични операции.
Чешката компания може да използва името Budweiser в целия Европейски съюз. На пазарите на САЩ и Канада тази бира се продава под името Czechvar.

## Бира „Будвайзер Будвар“

### Технология
Чешката бира „Будвайзер Будвар“ е една от малкото големи марки, които се произвеждат по традиционния метод на лагеруване, включващ много бавна вторична ферментация. При производството ѝ се спазва немския Райнхайтсгебот (Закон за чистотата на бирата), според който в процеса на варене могат да се използват само малцов ечемик, хмел, мая и вода. „Будвайзер Будвар“ се приготвя в традиционна бирария с медни съдове за запарване и варене. Използва се двойна декокционна запарка. Първичната ферментация е в малки цилиндрично-конични съдове, а зреенето или лагеруването е в класически хоризонтални резервоари в изби под пивоварната. Температурата при този процес се поддържа малко над нулата. Лагеруването продължава 90 дни, което е един от най-дългите периоди на студеното отлежаване на бира.

### Състав и хранителни свойства
За производство на „Будвайзер Будвар“ се използва произвежданият в Жатец хмел (известен също като хмел Сааз), ечемичен малц от Моравия, специална мая и вода от артезиански кладенци. Бирата е светла (10 EBC), тип лагер, с умерена горчивина (22 IBU) и с обемно алкохолно съдържание 5%. Тя е с богат малцов и ванилов аромат с флорален нюанс, фин балансиран вкус и наситен златист цвят.

Хранителни характеристики на бирата на 100 мл:

- Енергийна стойност – 176 kJ (42 kcal)
- Въглехидрати – 3,2 g
- Захари – 0,2 g
- Протеини – 0,4 g.

### Присъствие на българския пазар
В България чешката бира „Будвайзер Будвар“ се внася от фирмата „Карлсберг България“. Договорът с чешката пивоварна „Будвайзер Будвар“, според който Карлсберг България става официалният вносител на оригиналната чешка марка, се сключва през 2007 г.